# Frohmühl
Pour les articles homonymes, voir Frohmuhl.
Frohmühl est un écart de la commune de Siersthal, dans le département de la Moselle.

## Lieux et monuments
- l'abri de Frohmuhle
- la chapelle de la Sainte-Trinité

## Sources
- Les moulins et scieries du Pays de Bitche, Joël Beck, 1999.
- Rohrbach-lès-Bitche et son canton, Joël Beck, 1988.
- Le canton de Rohrbach-lès-Bitche, Joël Beck, 2004.
- Le Pays de Bitche 1900-1939, Joël Beck, 2005.